# Родино (Шипуновський район)
Ро́дино (рос. Родино) — село у складі Шипуновського району Алтайського краю, Росія. Адміністративний центр Родинської сільської ради.

## Населення
Населення — 1320 осіб (2010; 1541 у 2002).
Національний склад (станом на 2002 рік):
- росіяни — 96 %